# Masahiko Harada
Masahiko Harada (japanska: 原田 雅彦), född 9 maj 1968 i Kamikawa på ön Hokkaidō, är en japansk tidigare backhoppare, som tävlade för Yukijirushi Nyūgyō (japanska: 雪印乳業株式会社 engelska: Snow Brand Milk Products Co. Ltd), och nuvarande backhoppstränare.

## Karriär
Harada gjorde sin första tävling i världscupen (av totalt 210 starter genom 12 säsonger) i Sapporo 1987. 1995 kom den första segern i världscupen, då han vann en tävling i österrikiska Villach. Den sista av tillsammans 9 segrar i deltävlingar i världscupen kom 13 mars 1998 i Trondheim. Hans bästa säsong var 1997/1998 då han slutade fyra i den totala världscupen.
Harada deltog i fyra olympiska spel (1992, 1994, 1998 och 2002) och tog tre medaljer. Det blev guld 1998 på hemmaplan i Nagano i lagtävlingen (med god marginal - 35,6 poäng - till Tyskland) tillsammans med lagkamraterna Takanobu Okabe, Hiroya Saitō och Kazuyoshi Funaki. Han vann en silvermedalj 1994 i lagtävlingen (efter segrarna Tyskland). Dessutom tog han en bronsmedalj 1998 i stora backen.
Harada har även sex medaljer från världsmästerskap, varav två individuella guld dels från Falun 1993 i normalbacken och dels Trondheim 1997 i stora backen. Han har tre silver och ett brons från VM-tävlingarna i Trondheim 1997 och i Ramsau 1999.
Masahiko Harada vann Sommar-Grand-Prix två gånger (1997 och 1998). Han har totalt 10 delsegrar i Sommar-Grand-Prix. I Tysk-österrikiska backhopparveckan kom han som bäst fyra sammanlagt säsongen 1992/1993. Harada avslutade den aktiva backhoppningskarriären 2006.

## Senare karriär
Sedan 2006 har Masahiko Harada varit tränare för backhoppningslaget till Yukijirushi Nyūgyō. 12 juli 2006 blev Harada utnämnd av Internationella Skidförbundet (FIS) till "Ambassadör" vid Världsmästerskapen i Sapporo 2007.